# The International Committee for the Conservation of the Industrial Heritage

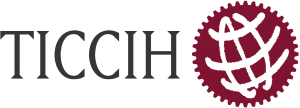
Logo del TICCIH

The International Commitee for the Conservation of the Industrial Heritage, più brevemente TICCIH (letteralmente Comitato internazionale per la conservazione del patrimonio industriale) è un'organizzazione internazionale che ha per scopo lo studio, la conservazione e la valorizzazione del patrimonio industriale. Il periodo storico di cui il comitato si occupa è quello successivo all'inizio della Rivoluzione industriale e lo studio e i programmi di conservazione si estendono nei vari campi dell'attività industriale, dall'industria manifatturiera all'agricoltura, dall'industria estrattiva ai trasporti, ai servizi pubblici.
Il comitato venne fondato a seguito della prima conferenza internazionale dedicata all'archeologia industriale, tenutasi a Ironbridge, nel Regno Unito, nel 1973. Esso organizza ogni tre anni una conferenza la cui ultima edizione, la tredicesima, si è tenuta in Italia nel 2006. L'associazione nazionale riconosciuta dal TICCIH è AIPAI - Associazione Italiana per il Patrimonio Archeologico Industriale che indica il National Representative di TICCIH Italia.

## Organizzazione

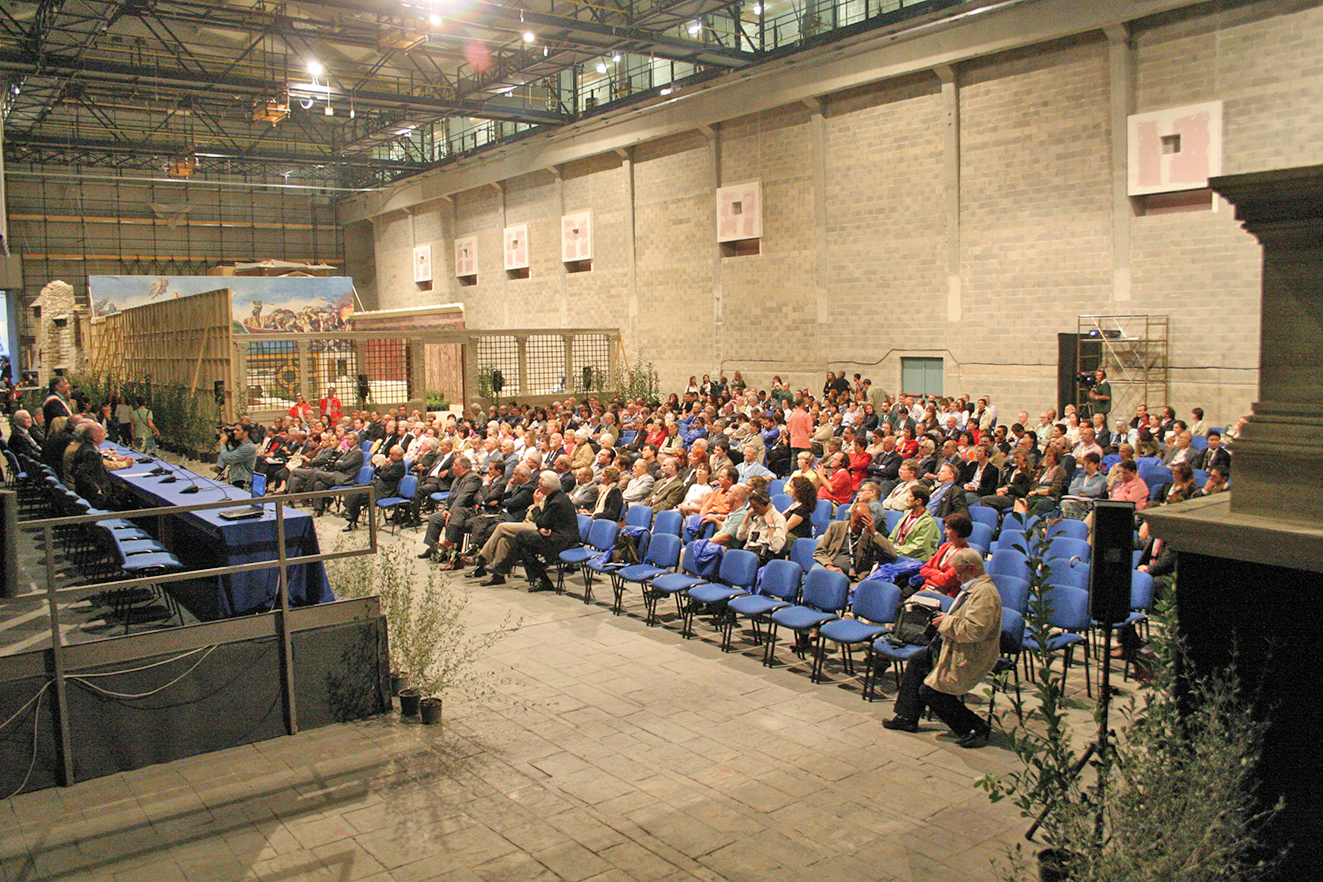
Apertura del XIII Congresso TICCIH, organizzato dalla AIPAI a Papigno (Terni) nel 2006

Il TICCIH è diretto da un comitato nominato dai rappresentanti dei diversi paesi e quello attualmente (giugno 2008) in carica è composto da 16 membri effettivi e 3 membri onorari (tra cui due ex presidenti).
- Presidente: Miles Oglethorpe is Head of Industrial Heritage at Historic Environment Scotland di Edimburgo

Il comitato è articolato in diverse sezioni tematiche che si occupano dei diversi settori di studio e di intervento:
- Agricoltura e industria alimentare
- Ponti
- Comunicazioni
- Industria elettrica
- Metallurgia
- Industria mineraria
- Industria della carta
- Regioni polari
- Ferrovie
- Industrie tessili
- Acqua

## Paesi membri
Il TICCIH conta rappresentanti in 35 paesi del mondo, ossia:
- Argentina
- Australia
- Austria
- Belgio
- Brasile
- Canada
- Cile
- Cina
- Costa Rica

- Danimarca
- Finlandia
- Francia
- Germania
- Giappone
- Grecia
- India
- Irlanda
- Italia

- Lettonia
- Messico
- Norvegia
- Paesi Bassi
- Portogallo
- Romania
- Serbia
- Slovenia
- Spagna

- Svezia
- Svizzera
- Regno Unito
- Rep. Ceca
- Repubblica di Cina
- Stati Uniti
- Sudafrica
- Ungheria

L'Associazione Italiana per il Patrimonio Archeologico Industriale - AIPAI è dal 2008 l'associazione nazionale riconosciuta dal TICCIH per l'Italia
- Presidente: Edoardo Currà, Università degli Studi di Roma "La Sapienza"
- National Representative: Massimo Preite, Università di Firenze, European Route of Industrial Heritage.